# Mistrovství Evropy v basketbalu žen 1991
23. mistrovství Evropy v basketbalu žen proběhlo v dnech 12. – 17. června v Tel Avivu v Izraeli.
Turnaje se zúčastnilo osm týmů, rozdělených do dvou čtyřčlenných skupin. První dvě družstva postoupila do semifinále. Týmy, které skončily na třetím a čtvrtém místě, hrály o 5. - 8. místo. Mistrem Evropy se stalo družstvo Sovětského svazu.

## Výsledky a tabulky

### Skupina A
|    |           | HUN   | BUL   | ISR   | TCH   | V | P | Skóre   | B |
| 1. | Maďarsko  | ***   | 76:64 | 74:62 | 61:91 | 2 | 1 | 211:217 | 5 |
| 2. | Bulharsko | 64:76 | ***   | 65:56 | 74:66 | 2 | 1 | 203:198 | 5 |
| 3. | Izrael    | 61:74 | 56:65 | ***   | 91:90 | 1 | 2 | 209:229 | 4 |
| 4. | ČSFR      | 91:61 | 66:74 | 90:91 | ***   | 1 | 2 | 247:226 | 4 |

 Maďarsko -  Bulharsko 76:64 (36:25)
12. června 1991 (16:30) – Tel Aviv
 Izrael -  ČSFR 91:90 (50:43)
12. června 1991 (21:30) – Tel Aviv
 Bulharsko -  ČSFR 74:66 (37:36)
13. června 1991 (19:00) – Tel Aviv
 Maďarsko -  Izrael 74:62 (45:32)
13. června 1991 (21:00) – Tel Aviv
 ČSFR - Maďarsko 91:61 (39:29)
14. června 1991 (12:30) – Tel Aviv
 Bulharsko -  Izrael 65:56 (29:36)
14. června 1991 (17:00) – Tel Aviv

### Skupina B
|    |            | YUG    | URS   | ITA   | POL    | V | P | Skóre   | B |
| 1. | Jugoslávie | ***    | 75:74 | 83:61 | 100:62 | 3 | 0 | 258:197 | 6 |
| 2. | SSSR       | 74:75  | ***   | 72:65 | 91:56  | 2 | 1 | 237:196 | 5 |
| 3. | Itálie     | 61:83  | 65:72 | ***   | 70:51  | 1 | 2 | 196:206 | 4 |
| 4. | Polsko     | 62:100 | 56:91 | 51:70 | ***    | 0 | 3 | 169:261 | 3 |

 SSSR -  Polsko 91:56 (48:29)
12. června 1991 (14:30) – Tel Aviv
 Jugoslávie -  Itálie 83:61 (42:29)
12. června 1991 (18:30) – Tel Aviv
 Itálie -  Polsko 70:51 (33:22)
13. června 1991 (15:00) – Tel Aviv
 Jugoslávie -  SSSR 75:74 (35:27)
13. června 1991 (17:00) – Tel Aviv
 Jugoslávie -  Polsko 100:61 (54:38)
14. června 1991 (10:30) – Tel Aviv
 SSSR -  Itálie 72:65 (37:39)
14. června 1991 (15:00) – Tel Aviv

### Semifinále
Jugoslávie -  Bulharsko 79:56 (39:31)
16. června 1991 (17:00) – Tel Aviv
 SSSR -  Maďarsko 93:80 (42:42)
16. června 1991 (21:00) – Tel Aviv

### Finále
SSSR -  Jugoslávie 97:84 (39:53)
17. června 1991 (21:00) – Tel Aviv

### O 3. místo
Maďarsko -  Bulharsko 65:61 (32:27)
17. června 1991 (19:00) – Tel Aviv

### O 5. - 8. místo
ČSFR -  Itálie 58:57 (24:31)
16. června 1991 (15:00) – Tel Aviv
 Polsko -  Izrael 80:69 (42:31)
16. června 1991 (19:00) – Tel Aviv

### O 5. místo
ČSFR -  Polsko 67:46 (33:28)
17. června 1991 (17:00) – Tel Aviv

### O 7. místo
Itálie -  Izrael 78:65 (36:42)
17. června 1991 (15:00) – Tel Aviv

## Soupisky
1.  SSSR
| - Jelena Žirkovová - Jelena Baranovová - Irina Ševčuková - Světlana Sabulevová - Jelena Mosgovaja | - Marina Tkačenková - Jelena Kudaševová - Irina Minchová - Irina Sumnikovová - Jelena Bunatjanzová | - Jelena Zasulskaja - Marina Burmistrovová - Irina Gerlitzová - Irina Gurevičová |

2.  Jugoslávie
| - Andjelija Arbutinová - Vesna Bajkusová - Danira Biličová - Nina Bjedovová | - Razija Brčaninovičová - Sladana Goličová - Danijela Iličová - Mara Lakičová | - Zana Lelasová - Bojana Miloševičová - Sirvana Mirvičová - Eleonora Vildová |

3  Maďarsko
| - Eszter Bakai - Hajnalka Balazs - Judit Bercsényiné Horváth - Anikó Biró | - Andrea Csávás - Eszter Knopp - Andrea Nagy - Agnes Nemeth | - Eva Sztojkovics - Judith Armaghani - Eszter Biró - Magdolna Csák |

## Konečné pořadí
| Pořadí           | Tým        | Z | V | P | Skóre   | B |
| ---------------- | ---------- | - | - | - | ------- | - |
| Zlatá medaile    | SSSR       | 5 | 4 | 1 | 427:360 | 9 |
| Stříbrná medaile | Jugoslávie | 5 | 4 | 1 | 421:349 | 9 |
| Bronzová medaile | Maďarsko   | 5 | 3 | 2 | 356:371 | 8 |
| 4.               | Bulharsko  | 5 | 2 | 3 | 320:342 | 7 |
| 5.               | ČSFR       | 5 | 3 | 2 | 372:329 | 8 |
| 6.               | Polsko     | 5 | 1 | 4 | 294:397 | 6 |
| 7.               | Itálie     | 5 | 2 | 3 | 331:329 | 7 |
| 8.               | Izrael     | 5 | 1 | 4 | 343:387 | 6 |